# E.S. Posthumus
E.S. Posthumus — американський гурт з Лос-Анджелеса, Каліфорнія, композиції якого використовувалися як музичні теми для спорту, фільмів та брендів.
Брати Гельмут і Франц Вонлічтен народилися та виросли в Лос-Анджелесі, штат каліфорнія. Фортепіано освоїли з матір'ю. По закінченню середньої школи Франц почав працювати у студіях звукозапису, а Гельмут вивчав археологію в Каліфорнійському університеті.
Музичний гурт був заснований братами Вонлічтен  2000 року. Назва походить від скорочення E.S. яке розшифровується як «Experimental Sounds» («Експериментальні звуки») та макаронічного слова «Posthumus», яке означає «все у минулому». В їхніх композиціях прослідковується дана філософія з елементами електронного звучання. Часто E.S. Posthumus називають інді-гуртом.
Перший альбом Unearthed надійшов у продаж в січні 2001 і моментально став популярним. Альбом вразив кінематографістів, які спішили придбати на нього ліцензії. Згодом музику з нього можна було почути в багатьох трейлерах та в декількох телевізійних шоу.
Гурт перестав існувати після трагічної смерті Франца 2010 року. Згодом Гельмут створив новий гурт Les Friction.

## Альбоми
- Unearthed
- Cartographer
- Makara